# Championnat de Belgique de football de troisième division 1935-1936
Navigation
saison précédente saison suivante
Cette page présente la dixième édition du championnat de Promotion (D3) belge.
Durant cette saison, la conquête des lauriers est particulièrement disputée. La Royale Union Hutoise remporte la « Série A » pour avoir concédé une défaite de moins que Namur Sports.
Dans la « série B », un test-match est nécessaire pour départager les « frères ennemis carolos ». L'Olympic et le Sporting terminent à égalité, en surclassement, avec 14 points d'avance sur le 3e classé. Les deux équipes de la capitale du Pays Noir ont inscrit plus de 100 buts chacune. Au terme d'un match d'appui dirigé par John Langenus, les Dogues soufflent le titre aux Zèbres.
Dans les deux autres séries, les lauréats se détachent en fin de compétition.
Les douze promus réussissent une bonne saison. Wilrijk termine 3e dans la foulée des deux premiers de sa série. Dans une autre série, le SCUP Jette obtient une jolie 4e place. Il y a sans doute un test-match entre Amay et Vottem. Seuls trois nouveaux venus sont relégués.

## Participants 1935-1936
Cinquante-six clubs prennent part à cette édition, soit le même nombre que lors de la saison précédente. Les équipes sont réparties en quatre séries de 14 formations.

### Série A
| #  | Nom                                  | Mat. | Ville         | Stades                   | En D3 depuis    | Total en D3 | Province   |
| -- | ------------------------------------ | ---- | ------------- | ------------------------ | --------------- | ----------- | ---------- |
| 1  | Royal Football Club Liègeois         | 4    | Liège         | stade Vélodrome          | 1935-1936 (1re) | 1 saison    | Liège      |
| 2  | Royal Sporting Club Theux            | 14   | Theux         | ??                       | 1934-1935 (2e)  | 2 saisons   | Liège      |
| 3  | Royal Football Club Bressoux         | 23   | Bressoux      | ??                       | 1932-1933 (4e)  | 9 saisons   | Liège      |
| 4  | Royale Union Hutoise Football Club   | 76   | Huy           | ??                       | 1934-1935 (2e)  | 5 saisons   | Liège      |
| 5  | La Jeunesse d'Eupen                  | 108  | Eupen         | ??                       | 1927-1928 (9e)  | 9 saisons   | Liège      |
| 6  | Jeunesse Arlonaise                   | 143  | Arlon         | ??                       | 1934-1935 (2e)  | 8 saisons   | Luxembourg |
| 7  | Société Royale Namur Sports          | 156  | Namur         | stade des Champs-Elysées | 1931-1932 (5e)  | 6 saisons   | Namur      |
| 8  | Wallonia Association Namur           | 173  | Namur         | ??                       | 1934-1935 (2e)  | 5 saisons   | Namur      |
| 9  | Club Amay Sportif                    | 179  | Amay          | ??                       | 1931-1932 (5e)  | 5 saisons   | Liège      |
| 10 | Royal Football Club Malmundaria 1904 | 188  | Malmedy       | ??                       | 1933-1934 (3e)  | 6 saisons   | Liège      |
| 11 | Racing Club Vottem                   | 279  | Vottem        | ??                       | 1931-1932 (5e)  | 6 saisons   | Liège      |
| 12 | Royal Fléron Football Club           | 33   | Fléron        | ??                       | 1935-1936 (1re) | 7 saisons   | Liège      |
| 13 | Excelsior Football Club Virton       | 200  | Virton        | ??                       | 1935-1936 (1re) | 3 saisons   | Luxembourg |
| 14 | Saint-Nicolas Football Club          | 667  | Saint-Nicolas | ??                       | 1935-1936 (1re) | 1 saison    | Liège      |

### Localisations Série A
| \| Liège · R. FC Liégeois · R. FC Bressoux · RC Vottem · St-Nicolas FC · + · R. Fléron FC Cl. Amay Sp. U. Hutoise Namur Sp. Wallonia Namur Liège Eupen R. SC Theux Malmundaria J. Arlonaise Excelsior FC Virton \| Localisation des clubs engagés en Promotion A 1935-1936 |
| Liège · R. FC Liégeois · R. FC Bressoux · RC Vottem · St-Nicolas FC · + · R. Fléron FC Cl. Amay Sp. U. Hutoise Namur Sp. Wallonia Namur Liège Eupen R. SC Theux Malmundaria J. Arlonaise Excelsior FC Virton                                                               |

### Série B
| #  | Nom                                   | Mat. | Ville              | Stades               | En D3 depuis    | Total en D3 | Province      |
| -- | ------------------------------------- | ---- | ------------------ | -------------------- | --------------- | ----------- | ------------- |
| 1  | Racing Club Borgerhout                | 84   | Borgerhout         | ??                   | 1935-1936 (1re) | 5 saisons   | Anvers        |
| 2  | Royal Charleroi Sporting Club         | 22   | Charleroi          | rue Spinoy           | 1932-1933 (4e)  | 7 saisons   | Hainaut       |
| 3  | Cercle Sportif Couillet               | 94   | Couillet           | ??                   | 1934-1935 (2e)  | 2 saisons   | Hainaut       |
| 4  | Union Sportive de Gilly               | 139  | Gilly              | ??                   | 1930-1931 (6e)  | 6 saisons   | Hainaut       |
| 5  | Olympic Club Charleroi                | 246  | Montignies-s-S.    | stade de La Neuville | 1926-1927 (10e) | 10 saisons  | Hainaut       |
| 6  | Club des Sports de Marchienne-Monceau | 278  | Marchienne-au-Pont | ??                   | 1931-1932 (5e)  | 5 saisons   | Hainaut       |
| 7  | Hemiksem Athletic Club                | 360  | Hemiksem           | ??                   | 1930-1931 (6e)  | 6 saisons   | Anvers        |
| 8  | Nielsche Sportkring                   | 415  | Niel               | ??                   | 1933-1934 (3e)  | 4 saisons   | Anvers        |
| 9  | Football Club Vlug en Vrij Bornem     | 489  | Bornem             | ??                   | 1934-1935 (2e)  | 2 saisons   | Anvers        |
| 10 | Sint-Rochus Football Club Deurne      | 665  | Deurne             | ??                   | 1932-1933 (4e)  | 4 saisons   | Anvers        |
| 11 | Schoten Sportkring                    | 956  | Schoten            | ??                   | 1934-1935 (2e)  | 2 saisons   | Anvers        |
| 12 | Ham Football Club                     | 149  | Ham-sur-Sambre     | ??                   | 1935-1936 (1re) | 1 saison    | Namur         |
| 13 | Football Club Binchois                | 207  | Binche             | ??                   | 1935-1936 (1re) | 3 saisons   | Hainaut       |
| 14 | Temsche Sportkring                    | 501  | Tamise             | ??                   | 1935-1936 (1re) | 4 saisons   | Fl. orientale |

### Localisations Série B
| \| Anvers · RC Borgerhout · Hemiskem AC · Nielsche AC · St-Rochus FC Deurne Charleroi · R. Charleroi SC · CS Couillet · US Gilly · Olympic CC · CdS Marchienne-Monceau Anvers Schoten SK V&V Bornem Temsche SK Charleroi FC Binchois Ham FC \| Localisation des clubs engagés en Promotion B 1935-1936 |
| Anvers · RC Borgerhout · Hemiskem AC · Nielsche AC · St-Rochus FC Deurne Charleroi · R. Charleroi SC · CS Couillet · US Gilly · Olympic CC · CdS Marchienne-Monceau Anvers Schoten SK V&V Bornem Temsche SK Charleroi FC Binchois Ham FC                                                               |

### Série C
| #  | Nom                                   | Mat. | Ville     | Stades     | En D3 depuis    | Total en D3 | Province |
| -- | ------------------------------------- | ---- | --------- | ---------- | --------------- | ----------- | -------- |
| 1  | Turnhoutsche Sportkring Hand-in-Hand  | 210  | Turnhout  | ??         | 1935-1936 (1re) | 4 saisons   | Anvers   |
| 2  | Royal Stade Louvaniste                | 18   | Louvain   | ??         | 1934-1935 (2e)  | 7 saisons   | Brabant  |
| 3  | Royal Excelsior Football Club Hasselt | 37   | Hasselt   | ??         | 1933-1934 (3e)  | 7 saisons   | Limbourg |
| 4  | Hooger Op Diest                       | 41   | Diest     | De Warande | 1931-1932 (5e)  | 5 saisons   | Brabant  |
| 5  | Vilvorde Football Club                | 49   | Vilvorde  | ??         | 1930-1931 (6e)  | 8 saisons   | Brabant  |
| 6  | Hasseltse Voetbalvereniging           | 65   | Hasselt   | ??         | 1931-1932 (5e)  | 8 saisons   | Limbourg |
| 7  | Herentalsche Sportkring               | 97   | Herentals | ??         | 1931-1932 (5e)  | 5 saisons   | Anvers   |
| 8  | Victoria Football Club Louvain        | 206  | Louvain   | ??         | 1933-1934 (3e)  | 6 saisons   | Brabant  |
| 9  | Sporting Club Louvain                 | 223  | Louvain   | ??         | 1934-1935 (2e)  | 3 saisons   | Brabant  |
| 10 | Genk Voetbalvereniging                | 735  | Genk      | ??         | 1934-1935 (2e)  | 2 saisons   | Limbourg |
| 11 | Ternesse Voetbalvereniging Wommelgem  | 1085 | Wommelgem | ??         | 1933-1934 (3e)  | 3 saisons   | Anvers   |
| 12 | Cercle Sportif Tongrois               | 73   | Tongres   | ??         | 1935-1936 (1re) | 6 saisons   | Limbourg |
| 13 | Football Club Wilrijk                 | 155  | Wilrijk   | ??         | 1935-1936 (1re) | 4 saisons   | Anvers   |
| 14 | Netha Football Club Herentals         | 408  | Herentals | ??         | 1935-1936 (1re) | 1 saison    | Anvers   |

### Localisations Série C
| \| FC Wilrijk Turnouhtsche SK Wommelgem Herentalsche SK Netha FC Vilvorde FC R. St. Louvaniste Victoria FC SC Louvain Diest Genk VV Hasseltse VV R. Exc. FC Hasselt CS Tongrois \| Localisation des clubs engagés en Promotion C 1935-1936 |
| FC Wilrijk Turnouhtsche SK Wommelgem Herentalsche SK Netha FC Vilvorde FC R. St. Louvaniste Victoria FC SC Louvain Diest Genk VV Hasseltse VV R. Exc. FC Hasselt CS Tongrois                                                               |

### Série D
| #  | Nom                                       | Mat. | Ville           | Stades           | En D3 depuis    | Total en D3 | Province        |
| -- | ----------------------------------------- | ---- | --------------- | ---------------- | --------------- | ----------- | --------------- |
| 1  | Koninklijke Blankenberghe Sportvereniging | 48   | Blankenberge    | ??               | 1935-1936 (1re) | 7 saisons   | Fl. occidentale |
| 2  | Royal Courtrai Sports                     | 19   | Courtrai        | ??               | 1931-1932 (5e)  | 8 saisons   | Fl. occidentale |
| 3  | Royal Racing Club Tournaisien             | 36   | Tournai         | Drève de Maire   | 1926-1927 (10e) | 10 saisons  | Hainaut         |
| 4  | Royale Association Sportive Renaisienne   | 38   | Renaix          | avenue du 4 mars | 1934-1935 (2e)  | 5 saisons   | Fl. orientale   |
| 5  | Royal Albert Elisabeth Club Mons          | 44   | Mons            | rue du Tir       | 1926-1927 (10e) | 10 saisons  | Hainaut         |
| 6  | Sporting Club Eendracht Aalst             | 90   | Alost           | Bredestraat      | 1933-1934 (3e)  | 3 saisons   | Fl. orientale   |
| 7  | Racing Club Wetteren                      | 95   | Wetteren        | ??               | 1929-1930 (7e)  | 8 saisons   | Fl. orientale   |
| 8  | Union Jemappes                            | 136  | Jemappes        | ??               | 1929-1930 (7e)  | 8 saisons   | Hainaut         |
| 9  | Stade Courtrai                            | 161  | Courtrai        | ??               | 1931-1932 (5e)  | 5 saisons   | Fl. occidentale |
| 10 | Daring Club Blankenberghe                 | 146  | Blankenberge    | ??               | 1934-1935 (2e)  | 3 saisons   | Fl. occidentale |
| 11 | Sint-Niklaassche Sportkring               | 221  | St-Nicolas/Waas | ??               | 1932-1933 (4e)  | 9 saisons   | Fl. orientale   |
| 12 | Royal Sporting Club Méninois              | 56   | Menin           | ??               | 1935-1936 (1re) | 4 saisons   | Fl. occidentale |
| 13 | Racing Club Péruwelz                      | 216  | Péruwelz        | ??               | 1935-1936 (1re) | 1 saison    | Hainaut         |
| 14 | Sporting Club Union & Progrès Jette       | 474  | Jette           | ??               | 1935-1936 (1re) | 4 saisons   | Brabant         |

### Localisations Série D
| \| K. Blankenberghe SV Daring Cl. Blankenberghe R. Courtrai Sp. Stade Courtrai R SC Méninois SCUP Jette RC Péruwelz RC Tournai Mons Jemappes Alost RC Wetteren St-Niklaassche SK R. AS Renaisienne \| Localisation des clubs engagés en Promotion D 1935-1936 |
| K. Blankenberghe SV Daring Cl. Blankenberghe R. Courtrai Sp. Stade Courtrai R SC Méninois SCUP Jette RC Péruwelz RC Tournai Mons Jemappes Alost RC Wetteren St-Niklaassche SK R. AS Renaisienne                                                               |

## Classements
- Le nom des clubs est celui employé à l'époque

Légende
- Champion & Promu en Division 1 (D2)
- clubs devants disputer un test-match pour désigner le champion & promu en Division 1 (D2)
- clubs devant disputer un test-match pour désigner un descendant vers les séries inférieures
- clubs relégué vers les séries inférieures

Abréviations
 relégué depuis la Division 1 (D2)
 : Promu depuis les séries inférieures
- Départages: Si nécessaire, les départages des égalités de points se font d'abord en donnant priorité « au plus petit nombre de défaites ».

### Promotion A
| Rang | Équipe                     | Pts | J  | G  | N | P  | Bp | Bc  | Diff |
| ---- | -------------------------- | --- | -- | -- | - | -- | -- | --- | ---- |
| 1    | R. UNION HUTOISE FC        | 38  | 26 | 17 | 4 | 5  | 68 | 40  | +28  |
| 2    | SR Namur Sports            | 38  | 26 | 18 | 2 | 6  | 83 | 48  | +35  |
| 3    | Jeunesse Arlonaise         | 37  | 26 | 17 | 3 | 6  | 88 | 40  | +48  |
| 4    | R. FC Liégeois             | 35  | 26 | 14 | 7 | 5  | 63 | 42  | +21  |
| 5    | R. Fléron FC               | 35  | 26 | 15 | 5 | 6  | 75 | 42  | +33  |
| 6    | R. FC Bressoux             | 32  | 26 | 14 | 4 | 8  | 80 | 47  | +33  |
| 7    | R. FC Malmundaria 1904     | 28  | 26 | 13 | 2 | 11 | 82 | 70  | +12  |
| 8    | R. SC Theux                | 23  | 26 | 10 | 3 | 13 | 49 | 79  | -30  |
| 9    | La Jeunesse d'Eupen        | 21  | 26 | 8  | 5 | 13 | 52 | 56  | -4   |
| 10   | St-Nicolas Liège           | 21  | 26 | 8  | 5 | 13 | 59 | 74  | -15  |
| 11   | Club Amay Sportif          | 21  | 26 | 10 | 1 | 15 | 52 | 70  | -18  |
| 11   | RC Vottem                  | 21  | 26 | 10 | 1 | 15 | 69 | 90  | -21  |
| 13   | Wallonia Association Namur | 12  | 26 | 4  | 4 | 18 | 41 | 83  | -42  |
| 14   | Excelsior Virton           | 2   | 26 | 1  | 0 | 25 | 36 | 115 | -79  |

#### Test-match pour désigner le12eclassé - Promotion A
Un test-match a sans doute été joué pour départager le Club Amay Sportif et le RC Vottem, qui terminent à égalité de points et au nombre de défaites concédées. Malheureusement, on ne trouve aucune trace fiable de ce match d'appui.
Un départage à la différence de buts ou à l'average n'était très employé à l'époque. La différence de but est favorable à Amay Sportif. Par contre, l'« goal average » (division des buts marqués par ceux concédés) place Vottem devant (0,7666 contre 0,7428) !

### Promotion B
| Rang | Équipe              | Pts | J  | G  | N | P  | Bp  | Bc  | Diff |
| ---- | ------------------- | --- | -- | -- | - | -- | --- | --- | ---- |
| 1    | Olympic CC          | 48  | 26 | 24 | 0 | 2  | 114 | 16  | +98  |
| 2    | R. Charleroi SC     | 48  | 26 | 24 | 0 | 2  | 103 | 31  | +72  |
| 3    | Temsche SK          | 34  | 26 | 16 | 2 | 8  | 79  | 57  | +22  |
| 4    | Nielsche SK         | 31  | 26 | 14 | 3 | 9  | 57  | 41  | +16  |
| 5    | US Gilly            | 29  | 26 | 12 | 5 | 9  | 71  | 71  | 0    |
| 6    | AC Hemiksem         | 26  | 26 | 11 | 4 | 11 | 48  | 51  | -3   |
| 7    | CS Marchienne       | 24  | 26 | 11 | 2 | 13 | 58  | 56  | +2   |
| 8    | St-Rochus FC Deurne | 22  | 26 | 9  | 4 | 13 | 56  | 74  | -18  |
| 9    | FC Binchois         | 22  | 26 | 9  | 4 | 13 | 43  | 58  | -15  |
| 10   | K. RC Borgerhout    | 21  | 26 | 8  | 5 | 13 | 36  | 46  | -10  |
| 11   | CS Couillet         | 19  | 26 | 7  | 5 | 14 | 39  | 51  | -12  |
| 12   | Schoten SK          | 18  | 26 | 6  | 6 | 14 | 41  | 66  | -25  |
| 13   | Ham FC              | 15  | 26 | 4  | 7 | 15 | 36  | 101 | -65  |
| 14   | V&V Bornem          | 7   | 26 | 2  | 3 | 21 | 33  | 95  | -62  |

#### Test-match pour le titre - Promotion B
Le choix du terrain se fait par tirage au sort. C'est le stade de La Neuville, fief de l'Olympic, qui est désigné. Monsieur John Langenus dirige cette rencontre.
| Date       | Équipe 1               | Équipe 2        | Résultat |
| ---------- | ---------------------- | --------------- | -------- |
| 26/04/1936 | Olympic CC             | R. Charleroi SC | 2-1      |
|            | OLYMPIC CLUB CHARLEROI | Champion        |          |

### Promotion C
| Rang | Équipe                  | Pts | J  | G  | N | P  | Bp | Bc | Diff |
| ---- | ----------------------- | --- | -- | -- | - | -- | -- | -- | ---- |
| 1    | R. STADE LOUVANISTE     | 38  | 26 | 17 | 4 | 5  | 77 | 44 | +33  |
| 2    | R. Excelsior FC Hasselt | 35  | 26 | 15 | 5 | 6  | 82 | 49 | +33  |
| 3    | FC Wilrijk              | 31  | 26 | 15 | 1 | 10 | 77 | 63 | +14  |
| 4    | SC Louvain              | 30  | 26 | 13 | 4 | 9  | 58 | 46 | +12  |
| 5    | Genk VV                 | 30  | 26 | 14 | 2 | 10 | 52 | 44 | +8   |
| 6    | Turnhoutse SK HIH       | 28  | 26 | 12 | 4 | 10 | 62 | 70 | -8   |
| 7    | Vilvorde FC             | 27  | 26 | 11 | 5 | 10 | 68 | 52 | +16  |
| 8    | FC Netha Herentals      | 26  | 26 | 11 | 4 | 10 | 51 | 49 | +2   |
| 9    | Herentalsche SK         | 25  | 26 | 9  | 7 | 10 | 55 | 55 | 0    |
| 10   | Victoria FC Louvain     | 25  | 26 | 9  | 7 | 10 | 49 | 52 | -3   |
| 11   | R. CS Tongrois          | 23  | 26 | 10 | 3 | 13 | 63 | 66 | -3   |
| 12   | Ternesse VV Wommelgem   | 18  | 26 | 5  | 8 | 13 | 35 | 70 | -35  |
| 13   | HO FC Diest             | 14  | 26 | 4  | 6 | 16 | 31 | 65 | -34  |
| 14   | Hasseltse VV            | 14  | 26 | 5  | 4 | 17 | 50 | 89 | -39  |

### Promotion D
| Rang | Équipe              | Pts | J  | G  | N | P  | Bp | Bc  | Diff |
| ---- | ------------------- | --- | -- | -- | - | -- | -- | --- | ---- |
| 1    | SC EENDRACHT AALST  | 38  | 26 | 16 | 6 | 4  | 71 | 27  | +44  |
| 2    | R. Courtrai Sport   | 33  | 26 | 14 | 5 | 7  | 81 | 47  | +34  |
| 3    | R. AS Renaisienne   | 31  | 26 | 13 | 5 | 8  | 74 | 48  | +26  |
| 4    | SCUP Jette          | 31  | 26 | 14 | 3 | 9  | 86 | 59  | +27  |
| 5    | R. AEC Mons         | 31  | 26 | 14 | 3 | 9  | 80 | 63  | +17  |
| 6    | Daring Blankenberge | 29  | 26 | 12 | 5 | 9  | 68 | 59  | +9   |
| 7    | R. RC Tournaisien   | 28  | 26 | 11 | 6 | 9  | 67 | 59  | +8   |
| 8    | St-Niklaasche SK    | 26  | 26 | 10 | 6 | 10 | 77 | 67  | +10  |
| 9    | RC Wetteren         | 25  | 26 | 8  | 9 | 9  | 52 | 61  | -9   |
| 10   | R. SC Meninois      | 25  | 26 | 11 | 3 | 12 | 57 | 59  | -2   |
| 11   | K. SV Blankenberge  | 24  | 26 | 10 | 4 | 12 | 57 | 60  | -3   |
| 12   | Union Jemappes      | 22  | 26 | 9  | 4 | 13 | 52 | 89  | -37  |
| 13   | Stade Courtrai      | 20  | 26 | 8  | 2 | 16 | 57 | 85  | -28  |
| 14   | RC Péruwelz         | 3   | 26 | 0  | 3 | 23 | 26 | 122 | -96  |

## Résumé de la saison
- Champion A: R. Union Hutoise (2e titre en D3)
- Champion B: R. Olympic Charleroi (1er titre en D3)
- Champion C: R. Stade Louvaniste (1er titre en D3)
- Champion D: SC Eendracht Aalst (1er titre en D3)
- Cinquième titre de "D3" pour la Province de Brabant.
- Troisième titre de "D3" pour la Province de Hainaut.
- Septième titre de "D3" pour la Province de Liège.
- Troisième titre de "D3" pour la Province de Flandre orientale.

| Région flamande (25) | Région flamande (25) | Province de Brabant (6)           | Province de Brabant (6) | Région wallonne (25)   | Région wallonne (25) |
| --- | -------------------- | --------------------------------- | ----------------------- | ---------------------- | -------------------- |
| Province d'Anvers | 11                   | Province de Brabant               | 6                       | Province de Hainaut    | 10                   |
| Province de Flandre-Occidentale | 5                    | dont Région de Bruxelles-Capitale | 1                       | Province de Liège      | 10                   |
| Province de Flandre-Orientale | 5                    | dont Province du Brabant flamand  | 5                       | Province de Luxembourg | 2                    |
| Province de Limbourg | 4                    | dont Province du Brabant wallon   | 0                       | Province de Namur      | 3                    |
| Rappel: En Belgique, le principe d'une frontière linguistique est créé par la Loi du 21 juillet 1921, mais elle n'est définitivement fixée que par les Lois du 8 novembre 1962. Cette « frontière » voit ses effets principaux se marquer à partir de 1963 avec, par exemple, les passages de Mouscron en Hainaut ou de Fourons au Limbourg. La Belgique ne devient un État fédéralisé qu'à partir de 1970 lorsqu'est appliquée la première réforme constitutionnelle. À ce moment, l'ajout de l'« Article 59bis » crée les « Communautés » alors que le plus délicat, car longtemps et âprement débattu, « Article 107quater » établit les « Régions ». La Région de Bruxelles-Capitale ne voit le jour qu'en 1989. La scission de la Province de Brabant en deux (flamand et wallon) n'intervient officiellement qu'au 1er janvier 1995. |                      |                                   |                         |                        |                      |

## Débuts en séries nationales (et donc en Division 3)
Quatre clubs font leurs débuts en séries nationales.
- FC Netha Herentals (30e club de la Province d'Anvers) - 20e Anversois en D3 ;
- RC Péruwelz (16e club de la Province de Hainaut) - 16e Hennuyer en D3 ;
- St-Nicolas Liège (23e club de la Province de Liège) - 20e Liégeois en D3 ;
- Ham FC (8e club de la Province de Namur) - 8e Namurois en D3 ;

## Débuts en Division 3
Le club suivant a déjà joué en séries nationales précédemment, mais il prend seulement part à sa première saison au 3e niveau.
- R. FC Liégeois (relégué) 20e Liégeois en D3 (ex aequo avec St-Nicolas, voir ci-dessus) ;

## Montée vers le.../ Relégation du2eniveau
Les quatre champions, à savoir l'SC Eendracht Aalst, l'Union Hutoise, le Stade Louvaniste et l'Olympic de Charleroi sont promus en Division 1 (D2), où ils remplacent les relégués que sont l'AS Herstalienne, l'ARA Termondoise, le Patria FC Tongres et le R. CS Verviétois.

## Relégations vers le niveau inférieur
Les trois derniers classés de chaque série sont relégués en séries régionales. Les douze relégués, triés par Province, furent:
| Clubs                                            |   | Provinces                       |
| ------------------------------------------------ | - | ------------------------------- |
| Schoten SK, FC V&V Bornem, Ternesse VV Wommelgem | ⇒ | Province d'Anvers               |
| Hoger Op FC Diest                                | ⇒ | Province de Brabant             |
| Stade Courtrai                                   | ⇒ | Province de Flandre-Occidentale |
|                                                  | ⇒ | Province de Flandre-Orientale   |
| Union Jemappes, RC Péruwelz                      | ⇒ | Province de Hainaut             |
| RC Vottem                                        | ⇒ | Province de Liège               |
| Hasseltse VV                                     | ⇒ | Province de Limbourg            |
| Excelsior FC Virton                              | ⇒ | Province de Luxembourg          |
| Wallonia Association Namur, Ham FC               | ⇒ | Province de Namur               |

## Montée depuis le niveau inférieur
En fin de saison, douze clubs sont promus depuis les séries inférieures. Les Provinces d'Anvers, de Hainaut et de Liège bénéficient d'un second montant en raison de leur plus grand nombre de clubs affiliés.
| Provinces                       | Montant                                  |
| ------------------------------- | ---------------------------------------- |
| Province d'Anvers               | Willebroekse SV, Bouchoutsche VV         |
| Province de Brabant             | R. CS Hallois, Zwarte Leeuw FC Vilvoorde |
| Province de Flandre-Occidentale | FC Heystois                              |
| Province de Flandre-Orientale   | Excelsior AC St-Niklaas                  |
| Province de Hainaut             | R. US Tournaisienne                      |
| Province de Liège               | R. US Liège, Milmort FC                  |
| Province de Limbourg            | Beeringen FC                             |
| Province de Luxembourg          | FC JS Athusienne                         |
| Province de Namur               | US Auvelais                              |